# Djabe
Djabe ist eine ungarische Jazz- und Weltmusik-Gruppe, die 1996 gegründet worden ist.

## Geschichte
Die Gruppe entstand, zunächst als Seitenprojekt, aus der Gruppe Novus Jam, in der ein Teil der Musiker bereits seit 1994 zusammenarbeiteten. Das Repertoire des ersten Albums stammt aus dem Jahr 1995, als sich zwei Mitglieder von Novus Jam, Attila Égerházi und András Sipos (1954–2007), für eine veränderte musikalische Struktur entschieden. Der von Sipos vorgeschlagene Name Djabe ist inspiriert durch das Akan-Wort djabe, das Freiheit bedeutet. Diese Freiheit wird in erster Linie als freie Mischung von Musikstilen und Arrangements verstanden.
Die Gruppe komponiert ihre eigenen Werke, in denen der Jazz-Stil mit Elementen der ungarischen sowie afrikanischen Musik gemischt wird. Djabe ist weltweit bei verschiedenen Festivals aufgetreten und arbeitet außerdem mit anderen Musikern zusammen, darunter Steve Hackett und Ben Castle. Die Aufnahmen der Gruppe erscheinen bei Gramy Records.

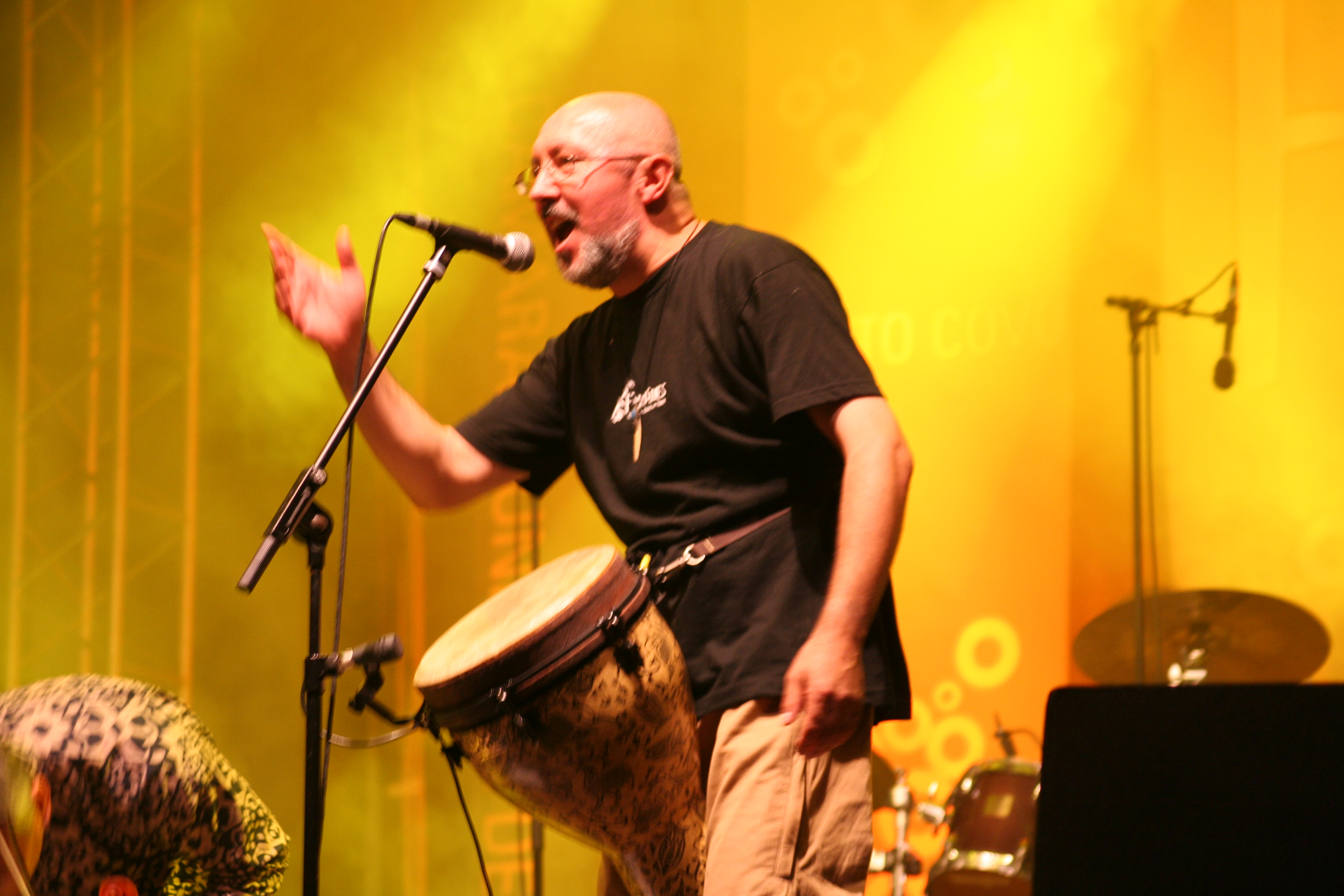
Djabe beim FMM Festival das Musicas do Mundo (2007, hier Perkussionist András Sipos)

## Preise und Auszeichnungen (Auswahl)
- 2001: eMeRTon-Preis für die CD Update[4]

## Diskografie
- 1996: Djabe
- 1997: Visions
- 1998: Witchi Tai To
- 1999: Ly-O-Lay Ale Loya
- 2000: Tour 2000
- 2001: Update
- 2001: Újrajátszás

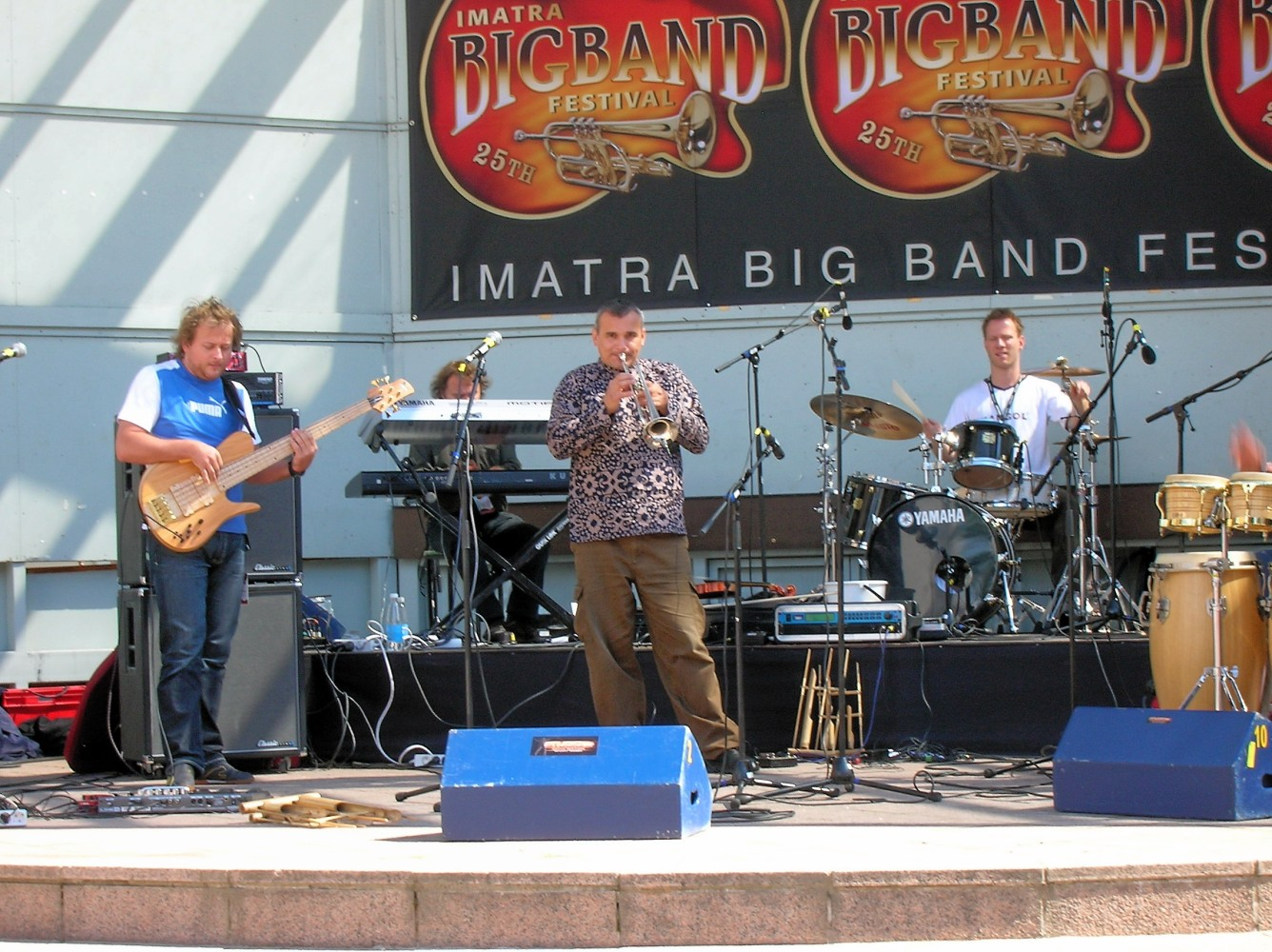
Djabe beim Imatra Big Band Festival in Finnland (2007)

- 2002: Amit az Updateről még tudni lehet
- 2002: Evolúció
- 2002: Live in Slovakia
- 2002: Flying – Live in Concert DVD
- 2003: Táncolnak a kazlak
- 2003: Unplugged at the New Orleans
- 2004: Gödöllô, 2001. június 21.
- 2004: New Orleans+
- 2005: Slices of Life / Életképek
- 2005: Goes To Festivals
- 2006: Tájak
- 2007: Message From The Road
- 2007: Köszönjük Sipi!
- 2007: Take On
- 2009: Sipi emlékkoncert – Sipi benefit concert (special guest Steve Hackett, featuring Mihály Dresch, Kálmán Balogh)
- 2011: In The Footsteps of Attila and Genghis (special guest Steve Hackett)
- 2011: Djabe 15 – 15th Anniversary Concert
- 2012: Down & Up
- 2013: Summer Storms & Rocking Rivers (special guest Steve Hackett)
- 2014: Forward
- 2014: Live in Blue (with Steve Hackett, Gulli Briem & John Nugent)
- 2014: Gödöllő . 2001 . Június 23
- 2016: 20 Dimensions
- 2017: New Dimensions Update Live
- 2017: Life Is A Journey – The Sardinia Tapes (Djabe & Steve Hackett)
- 2018: It Is Never The Same Twice (with Steve Hackett, Gulli Briem)
- 2018: Forward Live
- 2018: Flow
- 2018: Life Is A Journey – The Budapest Live Tapes (Djabe & Steve Hackett)
- 2019: Overflow
- 2019: Back to Sardinia (Djabe & Steve Hackett)
- 2020: Live in Edmonton
- 2020: The Magic Stag
- 2021: The Journey Continues (Djabe & Steve Hackett)
- 2022: Witchi Tai To Live 2019
- 2022: Live At Porgy & Bess (Djabe & Steve Hackett)
- 2022: Before
- 2023: Live in Győr (Djabe & Steve Hackett)
- 2023: Art in Tone
- 2024: When The Sound Turns Sweet (Djabe & Steve Hackett)
- 2024: Back To Győr (Djabe & Steve Hackett)
- 2025: Freya – Arctic Jam (Djabe & Steve Hackett)